# Lista dos territórios adquiridos pelo Império do Japão

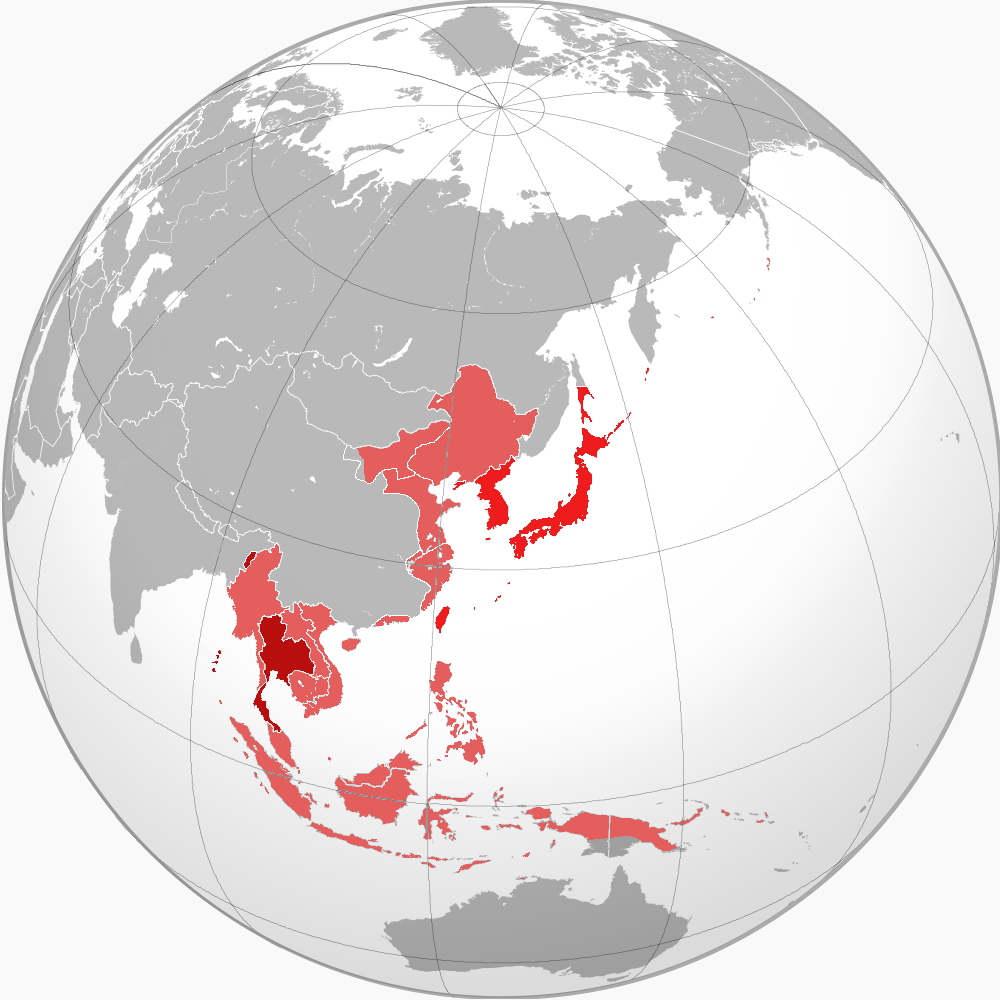
Membros da Esfera de Coprosperidade da Grande Ásia Oriental; território controlado na sua extensão máxima. Japão e seus aliados em vermelho escuro; Tailândia e Índia Livre. Territórios ocupados/estados clientes em vermelho mais claro. Coreia, Taiwan e Karafuto (Sakhalin do Sul) eram partes integrantes do Japão.

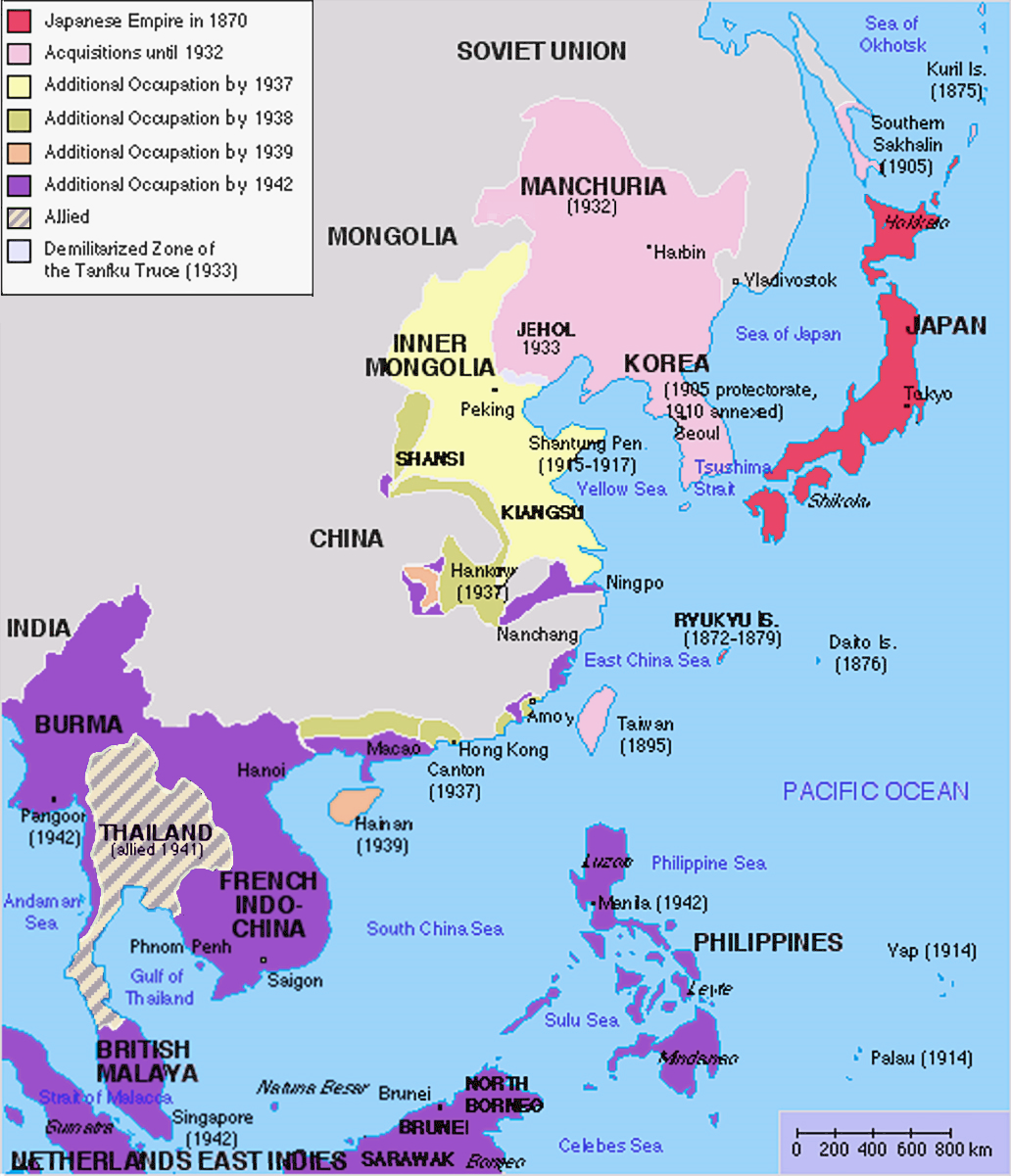
Extensão máxima do império japonês

Esta é uma lista de regiões ocupadas ou anexadas pelo Império do Japão até 1945, ano do fim da Segunda Guerra Mundial na Ásia, após a rendição do Japão. O controle sobre todos os territórios, exceto a maior parte do continente japonês (Hokkaido, Honshu, Kyushu, Shikoku e cerca de 6.000 pequenas ilhas vizinhas) foi renunciado pelo Japão na rendição incondicional após a Segunda Guerra Mundial e o Tratado de São Francisco. Vários territórios ocupados pelos Estados Unidos depois de 1945 foram devolvidos ao Japão, mas ainda existem vários territórios disputados entre o Japão e a Rússia (Disputa pelas Ilhas Curilas), a Coreia do Sul e a Coreia do Norte (Disputa das Rochas de Liancourt), a República Popular da China e Taiwan (Disputa pelas Ilhas Senkaku).

## Pré-1945

### Colônias
- Taiwan e as Ilhas Penghu – 1895–1945
- Karafuto – 1905–1943
- Kantō – 1905–1945
- Chōsen – 1910–1945
- Território Alugado da Baía de Kiautschou – 1914–1922
- Nan'yō 1919–1945

### Territórios ocupados
- Todos os portos e grandes cidades nas regiões de Primorsky Krai e Sibéria da Rússia, a leste da cidade de Chita, de 1918 até a retirada gradual em 1922. [1]
- O norte de Sacalina foi ocupada pelo Japão entre 1920-1925.

## Segunda Guerra Mundial
| Território                    | Nome japonês                                               | Data | População est. (1943)          | Notas |
| ----------------------------- | ---------------------------------------------------------- | --- | ------------------------------ | --- |
| Sacalina do Sul               | Karafuto-chō (樺太庁)                                      | 1905–1943 | 406,000                        | Elevado ao status de naichi em 1943. |
| China continental             | Chūgoku tairiku (中国大陸)                                 | 1931–1945 | 200,000,000 (est)              | Manchukuo 50 milhões (1940), Rehe, Território Alugado de Kwantung, Jiangsu, Xangai, Xantum, Hebei, Pequim, Tianjin, partes de: Cantão, Quancim, Hubei, Hunão, Fuquiém, Guizhou, Mongólia Interior |
| Japão propriamente dito       | naichi (内地)                                              | 1868-1945 | 40,000,000                     | Atual Japão, Sacalina do Sul (depois de 1943) e Ilhas Curilas |
| Coreia                        | Chōsen (朝鮮)                                              | 1910-1945 | 25,500,000                     | |
| Taiwan                        | Taiwan (臺灣)                                              | 1895-1945 | 6,586,000                      | |
| Hong Kong                     | Hon Kon (香港)                                             | 12 de dezembro de 1941 – 15 de agosto de 1945                                                                                                 | 1,400,000                      | Hong Kong (Reino Unido) |
| Ásia Oriental (subtotal)      | Higashi Ajia (東アジア)                                    | – | 306,792,000                    | |
| Vietnã                        | Annan (安南)                                               | 15 de julho de 1940 – 29 de agosto de 1945 | 22,122,000                     | Como parte da Indochina Francesa (IF) |
| Camboja                       | Kanbojia (カンボジア)                                      | 15 de julho de 1940 – 29 de agosto de 1945 | 3,100,000                      | Como parte da Indochina Francesa, Japanese occupation of Cambodia |
| Laos                          | Raosu (ラオス)                                             | 15 de julho de 1940 – 29 de agosto de 1945 | 1,400,000                      | Como parte da Indochina Francesa, Japanese occupation of Laos |
| Tailândia                     | Tai (タイ)                                                 | 8 de dezembro de 1941 – 15 de agosto de 1945                                                                                                  | 16,216,000                     | Estado independente, mas aliado ao Japão |
| Malásia                       | Maraya (マラヤ), Kita Boruneo (北ボルネオ), Marai (マライ) | 27 de março de 1942 – 6 de setembro de 1945 (Malásia), 29 de março de 1942 – 9 de setembro de 1945 (Sarawak, Brunei, Labuan, Bornéu do Norte) | 4,938,000 plus 39,000 (Brunei) | Como Malásia (Reino Unido), Bornéu Britânico (Reino Unido), Brunei (Reino Unido) |
| Filipinas                     | Firipin (フィリピン)                                       | 8 de maio de 1942 – 5 de julho de 1945 | 17,419,000                     | Filipinas (EUA) |
| Índias Orientais Neerlandesas | Higashi Indo (東印度)                                      | 18 de janeiro de 1942 – 21 de outubro de 1945                                                                                                 | 72,146,000                     | Índias Orientais Holandesas (Países Baixos) |
| Singapura                     | Syōnan-tō (昭南島)                                         | 15 de fevereiro de 1942 – 9 de setembro de 1945                                                                                               | 795,000                        | Singapura (Reino Unido) |
| Birmânia (Myanmar)            | Biruma (ビルマ)                                            | 1942–1945 | 16,800,000                     | Birmânia (Reino Unido) |
| Timor-Leste                   | Higashi Chimōru (東チモール)                               | 19 de fevereiro de 1942 – 2 de setembro de 1945                                                                                               | 450,000                        | Timor Português (Portugal) |
| Sudeste Asiático(subtotal)    | Tōnan Ajia (東南アジア)                                    | – | 155,452,000                    | |
| Nova Guiné                    | Nyū Ginia (ニューギニア)                                   | 27 de dezembro de 1941 – 15 de setembro de 1945                                                                                               | 1,400,000                      | Como Territórios de Papua e Nova Guiné (Austrália) |
| Guam                          | Ōmiya-tō (大宮島)                                          | 6 de janeiro de 1942 – 24 de outubro de 1945                                                                                                  |                                | Guam (EUA) |
| Mandato do Pacífico Sul       | Nan'yō Guntō (南洋群島)                                    | 1919–1945 | 129,000                        | Do Império Alemão |
| Nauru                         | Nauru (ナウル)                                             | 26 de agosto de 1942 – 13 de setembro de 1945                                                                                                 | 3,000                          | Ocupado de Reino Unido, Austrália e Nova Zelândia |
| Ilha Wake, EUA                | Ōtori-shima, -jima (大鳥島)                                | 27 de dezembro de 1941 – 4 de setembro de 1945                                                                                                |                                | EUA |
| Kiribati                      | Kiribasu (キリバス)                                        | Dezembro de 1941 – 22 de janeiro de 1944 | 28,000                         | Como parte das Ilhas Gilbert (Reino Unido) |
| Ilhas do Pacífico (subtotal)  | –                                                          | – | 1,433,000                      | |
| População Total               | –                                                          | – | 463,677,000                    | |

OBS: nem todas as áreas foram consideradas parte do Japão Imperial, mas sim parte de estados-fantoches e esferas de influência, aliados, incluídos separadamente para fins demográficos. Fontes: POPULSTAT Ásia  e Oceania. 
Outras ilhas ocupadas da Segunda Guerra Mundial:
- Ilhas Andamão e Nicobar (Índia) – 29 de março de 1942 – 9 de setembro de 1945
- Ilha Christmas (Austrália) – março de 1942 – outubro de 1945

### Áreas atacadas mas não conquistadas
- Kohima e Manipur (Índia)
- Dornod (Khalkhin Gol, Mongólia)
- Atol de Midway (Estados Unidos)

### Invadido sem intenção imediata de ocupação
- Ataques aéreos
  - Pearl Harbor (Havaí, Estados Unidos)
  - Colombo e Trincomalee (Sri Lanka)
  - Calcutá (Índia)
  - Chittagong (Bangladesh)
  - Ataques aéreos à Austrália, incluindo:
    - Broome (Austrália Ocidental, Austrália)
    - Darwin (Território do Norte, Austrália)
    - Townsville (Queensland, Austrália)

  - Porto Holandês (Alasca, Estados Unidos)
  - Lookout Air Raids (Oregon, Estados Unidos)
- Bombardeio naval por submarino
  - Colúmbia Britânica (Canadá)
  - Ellwood ( Santa Bárbara, Califórnia, Estados Unidos)
  - Fort Stevens (Oregon, Estados Unidos)
  - Newcastle (Nova Gales do Sul, Austrália)
  - Gregory (Austrália Ocidental, Austrália)
- Sub-ataques
  - Sydney (Nova Gales do Sul, Austrália)
  - Diego Suárez (Madagáscar)